# لانگواسر
لانگواسر (به آلمانی: Langwasser) یک منطقهٔ مسکونی در آلمان است که در نورنبرگ واقع شده‌است. لانگواسر  ۴۷٬۵۸۸ نفر جمعیت دارد.